# Archips podana
Espèce
Archips podana (la Tordeuse des fruits ou Tordeuse de l'osier) est une espèce de lépidoptères de la famille des Tortricidae, originaire d'Europe.
Ce papillon est un ravageur par ses chenilles qui attaquent principalement les arbres fruitiers, en particulier le pommier ainsi que certaines espèces ornementales telles que les rhododendrons et les rosiers.

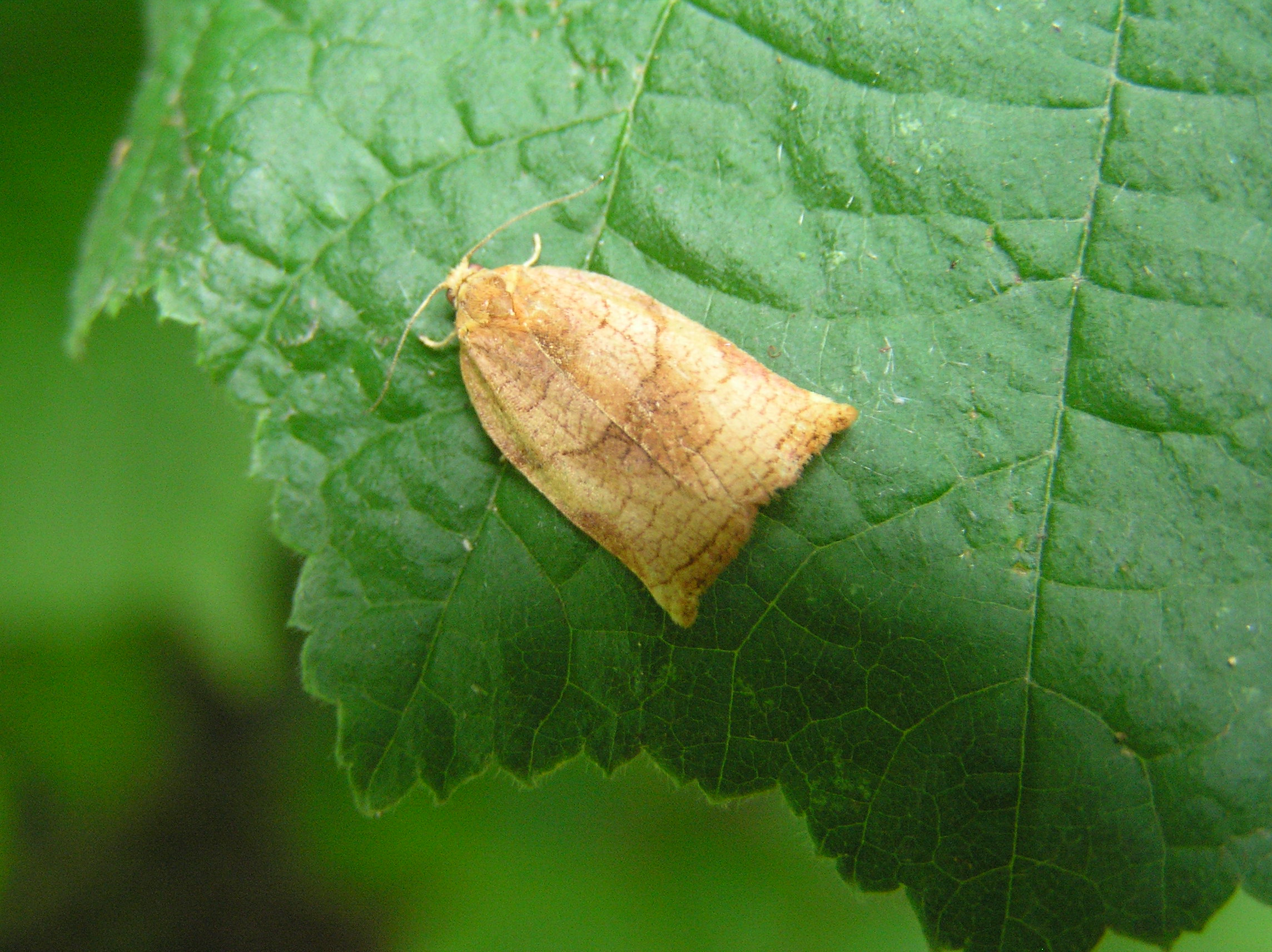
Adulte femelle de Tordeuse des fruits (Archips podana).

## Synonymes
Selon Catalogue of Life (3 septembre 2014). :
- Cacoecia ameriana Treitschke, 1830,
- Cacoecia congenerana Hübner, 1823,
- Cacoecia fulvana Wilkinson, 1859,
- Cacoecia pyrastrana Hübner, 1800,
- Cacoecia sauberiana Sorhagen, 1882,
- Tortrix vulpeculana Fuchs, 1903.

## Distribution
L'aire de répartition d’Archips podana comprend l'ensemble de l'Europe occidentale de l'Écosse à la Scandinavie, jusqu'aux Balkans et à l'Asie mineure, ainsi que l'Europe orientale et la partie européenne de la Russie jusqu'à l'Oural et au Caucase.
L'espèce a été introduite en Amérique du Nord (État de Washington, États-Unis - depuis 2002 - et Colombie-Britannique, Canada - depuis 1958),.